# Francie na Zimních olympijských hrách 1998
Francii na Zimních olympijských hrách v roce 1998 reprezentovala výprava 106 sportovců (75 mužů a 31 žen) ve 12 sportech.

## Medailisté
| Medaile | Jméno                                                     | Sport                | Soutěž                 |
| ------- | --------------------------------------------------------- | -------------------- | ---------------------- |
| Zlato   | Jean-Luc Crétier                                          | Alpské lyžování      | Muži sjezd             |
| Zlato   | Karine Rubyová                                            | Snowboarding         | Ženy obří slalom       |
| Stříbro | Sébastien Foucras                                         | Akrobatické lyžování | Muži akrobatické skoky |
| Bronz   | Florence Masnadová                                        | Alpské lyžování      | Ženy sjezd             |
| Bronz   | Bruno Mingeon Emanuel Hostache Éric Le Chanony Max Robert | Boby                 | Muži čtyřbob           |
| Bronz   | Philippe Candeloro                                        | Krasobruslení        | Muži jednotlivci       |
| Bronz   | Marina Anissinová Gwendal Peizerat                        | Krasobruslení        | taneční páry           |
| Bronz   | Sylvain Guillaume Nicolas Bal Ludovic Roux Fabrice Guy    | Severská kombinace   | Družstvo mužů          |